# Colus griseus
Colus griseus är en snäckart som först beskrevs av Dall 1890.  Colus griseus ingår i släktet Colus och familjen valthornssnäckor. Inga underarter finns listade i Catalogue of Life.